# Feltiella acarivora
Feltiella acarivora är en tvåvingeart som först beskrevs av Ephraim Porter Felt 1907.  Feltiella acarivora ingår i släktet Feltiella och familjen gallmyggor.
Artens utbredningsområde är Kalifornien. Inga underarter finns listade i Catalogue of Life.